# Los guerrilleros (película de 1963)
Los guerrilleros es una película española dirigida por Pedro Luis Ramírez, estrenada el 5 de febrero de 1963, que supone el debut en el cine español de Manolo Escobar y Rocío Jurado. En ella también participan Alfredo Mayo, Manolo Gómez Bur y la mítica Gracita Morales.

## Sinopsis
Después del saqueo de Córdoba, las tropas del ejército de Napoleón, al mando del coronel Tenardier, se dirigen hacia Andújar para unirse al general Dupont y dar la batalla definitiva a los pocos patriotas españoles que ha podido agrupar el general Castaños. En 1808, en algunos pueblos de España se han formado grupos de guerrilleros que atacan a los franceses. En Montoro (Córdoba) consiguen aniquilar, en una batalla heroica, librada en la misma plaza del pueblo, a las tropas del coronel Tenardier.

## Reparto
- José Cuadros
- Rafael Durán
- Manolo Escobar
- Manolo Gómez Bur
- Lina Yegros
- Pilar Gómez Ferrer
- Manuel Guitart
- Rocío Jurado
- Paula Martel
- Daniel Martín
- Alfredo Mayo
- Gracita Morales
- Sergio Mendizábal